# آن غورساتش بورفورد
آن غورساتش بورفورد (بالإنجليزية: Anne Gorsuch Burford)‏ (و. 1942 – 2004 م) هي محامية، وسياسية من الولايات المتحدة الأمريكية ولدت في كاسبر.
وهي عضوة في الحزب الجمهوري .